# Mein System
Mein System ist ein Schachlehrbuch von Aron Nimzowitsch. Es erschien ursprünglich 1925 und 1926 in fünf Teillieferungen jeweils als Broschüre und dann 1927 in Buchform. Das Werk ist eine der frühen Arbeiten über hypermodernes Schach und führte zahlreiche damals neue Konzepte ein. Viele Schachmeister des vergangenen Jahrhunderts bezeichneten die Auseinandersetzung mit dem Werk als einen wichtigen Meilenstein in ihrer eigenen Entwicklung.

## Inhalt
Das Buch gliedert sich in drei Teile: Die Elemente, Das Positionsspiel und den Nachtrag – Zur Geschichte der Schachrevolution 1911–1914.

### Die Elemente
In Die Elemente schreibt Nimzowitsch über die Grundlagen seines „Systems“. Als die Elemente der Schach-Strategie betrachtet er:
1. Zentrum und Entwicklung
2. Die offene Turmlinie
3. Die 7. und 8. Reihe
4. Der Freibauer
5. Der Abtausch
6. Die Elemente der Endspiel-Strategie
7. Der gefesselte Stein
8. Das Abzugsschach
9. Die Bauernkette

### Positionsspiel
Der nächste Teil, Das Positionsspiel, basiert hauptsächlich auf dem vorangehenden Teil des Buches und enthält folgende 5 Kapitel:
1. Prophylaxe und Zentrum
2. Doppelbauer und Hemmung
3. Der isolierte Damenbauer und seine Nachkommenschaft
4. Wie man starke eigene Punkte systematisch überdeckt und wie man schwache Bauern bzw. Punkte loszuwerden sucht
5. Das Lavieren gegen eine feindliche „Schwäche“. Der kombinierte Angriff an beiden Flügeln

### Nachtrag – Zur Geschichte der Schachrevolution 1911–1914
In diesem Teil behandelt Nimzowitsch:
1. Die allgemeine Lage der Dinge vor 1911
2. Die revolutionären Thesen
3. Die revolutionäre Theorie wird in revolutionäre Praxis umgesetzt. Die Stammpartie des ideellen Damengambits
4. Weitere historische Kämpfe
5. Ausbau und Entwicklung der Schachrevolution in den Jahren 1914 bis 1926

Das Buch enthält zahlreiche Partien und Partiefragmente, die Nimzowitsch ausführlich kommentiert. In einigen späteren Auflagen wurde die Auswahl der Partiebeispiele von den jeweiligen Herausgebern zum Teil dem aktuellen Stand der Schachtheorie angepasst.

## Ausgaben
In deutscher Sprache:
- Mein System. Ein Lehrbuch des Schachspiels auf ganz neuartiger Grundlage. Bernhard Kagan, Berlin 1925–1927.
- Mein System. Ein Lehrbuch des Schachspiels auf ganz neuartiger Grundlage. 2. Auflage. Siedentop & Co., Berlin 1931.
- Mein System. Ein Lehrbuch des Schachspiels auf ganz neuartiger Grundlage. 3. Auflage. Schachzentrale Rattmann / Verlag Das Schacharchiv, Ginsheim-Gustavsburg 2009, ISBN 9783880861176 (korrigierte, ergänzte und neu gestaltete Ausgabe).
- Mein System. Ein Lehrbuch des Schachspiels auf ganz neuartiger Grundlage. Niggemann, Heiden 2010, ISBN 9783942383608 (korrigierte, ergänzte und neu gestaltete Ausgabe, die weitestgehend der Rattmann-Ausgabe entspricht).
- Mein System. Ein Lehrbuch des Schachspiels auf ganz neuartiger Grundlage. Rudolph, Hamburg 2010, ISBN 978-3-941670-19-8 (Nachdruck der 2. Auflage von 1931).

In englischer Sprache:
- My System. A Chess Treatise. Aus dem Deutschen übersetzt von Philip Hereford. G. Bell & Sons, London 1929.
- My System. A Chess Treatise. Aus dem Deutschen übersetzt von Philip Hereford. Harcourt, Brace & Co., New York 1930.
- My System. A Chess Treatise. Aus dem Deutschen übersetzt von Ian Adams. Quality Chess Publications, Glasgow 2007, ISBN 9789197600538.
- My System & Chess Praxis. Aus dem Deutschen übersetzt von Robert Sherwood. New In Chess, Alkmaar 2016, ISBN 9789056916596.